# Џенкинсбург (Џорџија)
Џенкинсбург (Џорџија) (енгл. Jenkinsburg) град је у америчкој савезној држави Џорџија. По попису становништва из 2010. у њему је живело 370 становника.

## Демографија
Према попису становништва из 2010. у граду је живело 370 становника, што је 167 (82,3%) становника више него 2000. године.
| Група             | 2000.       | 2010.       |
| Белци             | 147 (72,4%) | 229 (61,9%) |
| Афроамериканци    | 44 (21,7%)  | 131 (35,4%) |
| Азијати           | 1 (0,5%)    | 1 (0,3%)    |
| Хиспаноамериканци | 0 (0,0%)    | 7 (1,9%)    |
| Укупно            | 203         | 370         |